# جبل سيس
يقع جبل سيس 100 كم جنوب شرقي مدينة دمشق على الحدود ما بين بادية الشام والمنطقة البركانية الواقعة جنوب سوريا في ناحية الضمير تستمد أهميتها التاريخية من وجود قصر للملك الأموي الوليد بن عبد الملك (705-715 ميلادي) باني المسجد الأموي في دمشق.

## الموقع والطبيعة
يقع القصر على سفح بركان خامد كما توجد بقايا لمنازل حاشية الخليفة. يبلغ قياس فوهة البركان 0.5 كم عرضا و 2 كم طولا. يحيط بالمنطقة صخور بركانية ويشكل جبل سيس جزءا من جبل حوران (اللجاة) وفي شرقه صحراء الصفا التي ترتادها القبائل للرعي في فصل الربيع بسبب البحيرة قليلة العمق والتي يجف ماؤها صيفاً.
ويمكن الوصول إليه عن طريق الضمير أو من شرق جبل العرب.

## الأهمية التاريخية والأثرية
ذكر هذا المكان المؤرخ الإسلامي الشهير ياقوت الحموي في معجمه وقد جاء باسم أسيس، وروي أنه تتجمع فيه الأمطار في سني الخصب فتشكل بحيرة كبيرة تعرف باسم "الخبرة"، وهذا الوصف ينطبق على ما يعرف اليوم بجبل سيس. وتوجد على هذا الجبل وحول البحيرة بقايا أبنية أثرية فيها بقايا قصر وحمام وجامع وخانات ومخازن وغيرها.
أجريت كشوف أثرية عديدة في هذه المنطقة ابتداءً من عام 1805م، وقد ظن الباحثون في البداية أن هذه الآثار تعود إلى العهد الروماني، ولكن الدراسات الحديثة أكدت أنها آثار أموية، وأنّ القصر كان مقاماً للخليفة الوليد الأول الذي حكم من عام 86 - 96هـ = 705 - 715م.
ويُعتَبر هذا البناء من أقدم أبنية الأمويين في الصحراء السورية، وهو يضم جامعاً وحمَّامً من أقدم الحمامات الإسلامية على الإطلاق التي أنشئت خارج المدن، وعمارة من أول العمارات الإسلامية التي تزين بالجص، وقد أحرق القصر ودمر في أواخر العهد الأموي، ويعتقد أنه رمم وسكن في العهد المملوكي.
وتحوي الصخور المحيطة بالمكان على كتابات مختلفة وبلغات قديمة بالإضافة إلى اللغة العربية.

## الأهمية الاقتصادية
في العام 2008 أجرت المؤسسة العامة للجيولوجيا في سوريا مسحاً لتحديد المواقع السورية القريبة من دمشق والتي من الممكن أن تكون مصدراً لصناعة الإسمنت. وقد تم اختيار المنطقة كمصدر محتمل لاستخراج مادة الإسمنت، فقد بيَّنت أعمال المسح الجيولوجي توفر كمية 300 مليون طن من الكلس النقي (الجويف) وأيضاً السكوري البازلتية الجيدة للصناعة في مخاريط مكحول وسليمان وغيرها، إضافةً للانتشار الكبير للصخور البازلتية، ويقدر الاحتياطي بحوالي 100 مليون طن. وهذه المواد كافية لإقامة صناعة للإسمنت بطاقة سنوية تبلغ 5 ملايين طن، وباحتياطات كافية لحوالي 75 سنة.